# Patrice Neveu
Patrice Neveu (Pré-Saint-Evroult, 29 de março de 1954)  é um ex-futebolista e treinador de futebol francês. Treinou também as Seleções do Níger e da Guiné . Atualmente é o técnico do Gabão.